# Дания на зимних Олимпийских играх 1960
Дания принимала участие в Зимних Олимпийских играх 1960 года в Скво-Велли (США) в третий раз за свою историю, но не завоевала ни одной медали. Страну представлял только один спортсмен — 25-летний конькобежец Курт Стилле..

## Результаты
Соревнования по конькобежному спорту среди мужчин прошли с 24 по 27 февраля, разыграны 4 комплекта наград. Забеги состоялись на Олимпийском ледовом кольце Скво-Велли на высоте 1890 метров над уровнем моря. Впервые конькобежцы соревновались на Олимпиаде на искусственном льду.
| Дистанция        | Результат | Результат |
| Дистанция        | Время     | Место     |
| ---------------- | --------- | --------- |
| Мужчины, 1500 м  | 2:15.8    | 13        |
| Мужчины, 5000 м  | 8:33.0    | 27        |
| Мужчины, 10000 м | 17:00.0   | 17        |